# Mickey no Tokyo Disneyland Daibōken
Mickey no Tokyo Disneyland Daibōken (ミッキーの東京ディズニーランド大冒険 Mikkī no Tōkyō Dizunīrando Daibōken?, "La gran aventura de Tokyo Disneyland de Mickey") es un videojuego de plataformas para Super Famicom protagonizado por Mickey Mouse. Fue publicado por Tomy el 16 de diciembre de 1994 exclusivamente en Japón.